# Condemnation
Singles de Depeche Mode
Walking in My Shoes
(1993) In Your Room
(1994)
Pistes de Songs of Faith and Devotion
Walking in My Shoes
(2) Mercy in You
(4)
Condemnation est le vingt-neuvième single de Depeche Mode, sorti le 13 septembre 1993, troisième extrait de l'album Songs of Faith and Devotion. La chanson s'est classée numéro 9 du classement britannique des meilleures ventes de single, et a atteint la 36e place du Top 50 en France.

## Informations
Condemnation est une chanson très triste aux allures de gospel avec un ton rock. C'est l'une des chansons favorites de Dave Gahan, il apprécie toujours la jouer en live, même si la tristesse et beauté de cette chanson lui poussait à ne plus la chanter pendant l' Exotic Tour et de la laisser à Martin Gore. À l'origine, c'est Gore qui devait chanter cette chanson mais Dave Gahan a tenté de la chanter et a surpris tout le monde tellement il la chantait bien, ainsi fut-il choisi pour l'interpréter.  Une version acoustique a aussi été chantée par Gahan sur l'Exciter Tour alors qu'à la base la chanson n'était pas sur la playlist. La version du vinyle 7" de Condemnation est le Paris Mix qui tient son nom du fait que c'est un réenregistrement de la chanson effectué à Paris, avec l'ajout en fond de voix féminines mais aussi de batteries s'intensifiant. 
Les face B sont des remixes de Death's Door et de Rush, mais aussi d'autres chansons live du Devotional Tour. Death's Door est une chanson datant composée pour la bande originale du film Jusqu'au bout du monde en 1991. La version originale de cette chanson est toujours exclusive à ce CD et a été enregistrée par Martin Gore et Alan Wilder juste après le World Violation Tour.

### Clips musicaux
Le clip musical de Condemnation a été réalisé par Anton Corbijn. Il voit Dave Gahan être escorté en procession avec notamment les autres membres du groupe, jusqu'à ce qui semble être une mariée. Les deux sont attachés et condamnés à s'aimer comme le mentionne la bible que porte Martin Gore., ce qui se porte bien à la signification de la chanson. Pour des raisons inconnues, le clip n'apparait pas sur la compilation The Videos 86>98 sorti en 1998, remplacé par la version live issue de Devotional. L'originale est finalement réapparue lors de la ressortie de The Videos 86>98 en 2002 (The Videos 86-98+). Ce clip apparait aussi sur l'édition dvd de Devotional sortie en 2004, tout comme la version live. (Bien que le clip Condemnation Live ait été édité afin qu'il ne soit pas identique à la version du concert.)
Le clip a été tourné en Hongrie.

## Liste des chansons
- Toutes les chansons sont l'œuvre de Martin L. Gore.

| Vinyle 7" Mute / Bong23 1. Condemnation (Paris Mix) – 3:21 (remix de Alan Wilder & Steve Lyon) 2. Death's Door (Jazz Mix) – 6:38 (remix de Depeche Mode & Steve Lyon) - Version promotionnelle seulement, jamais commercialisée, ce qui explique le fait que ces chansons apparaissent sur la version vinyle 12". Vinyle 12" Mute / 12Bong23 1. Condemnation (Paris Mix) – 3:21 2. Death's Door (Jazz Mix) – 6:38 3. Rush (Spiritual Guidance Mix) – 5:31 (remix de Jack Dangers) 4. Rush (Amylnitrate Mix – Instrumental) – 7:43 (remix de Tony Garcia & Guido Osorio) 5. Rush (Wild Planet Mix – Vocal) – 6:23 (remix de Tony Garcia & Guido Osorio) Vinyle 12" Mute / L12Bong23 1. Condemnation (Live) – 4:10 2. Personal Jesus (Live) – 6:00 3. Enjoy the Silence (Live) – 6:46 4. Halo (Live) – 4:54 CD Mute / CDBong23 1. Condemnation (Paris Mix) – 3:21 2. Death's Door (Jazz Mix) – 6:38 3. Rush (Spiritual Guidance Mix) – 5:31 (remix de Jack Dangers) 4. Rush (Amylnitrate Mix – Instrumental) – 7:43 (remix de Tony Garcia & Guido Osorio) CD Mute / LCDBong23 1. Condemnation (Live) – 4:10 2. Personal Jesus (Live) – 6:00 3. Enjoy the Silence (Live) – 6:46 4. Halo (Live) – 4:54 Promo Vinyle 12" Mute / P12Bong232 1. Condemnation (Paris Mix ) - 3:22 2. Death's Door (Jazz Mix Mix) - 6:38 3. Rush (Spiritual Guidance Mix) - 5:31 Promo Vinyle 12" Mute / PL12Bong23R 1. Rush (Spiritual Guidance Mix) - 5:31 2. Rush (Amylnitrate Mix (Instrumental)) - 7:41 3. Rush (Wild Planet Mix (Vocal)) - 6:23 | CD Mute / CDBong23X 1. Condemnation (Paris Mix) – 3:21 2. Death's Door (Jazz Mix) – 6:38 3. Rush (Spiritual Guidance Mix) – 5:31 4. Rush (Amylnitrate Mix – Instrumental) – 7:43 5. Rush (Wild Planet Mix – Vocal) – 6:23 6. Condemnation (Live) – 4:10 7. Personal Jesus (Live) – 6:00 8. Enjoy the Silence (Live) – 6:46 9. Halo (Live) – 4:54 - Ce CD est la ressortie de 2004. Vinyle 12" Sire/Reprise / 9 41058-0 1. Condemnation (Live) – 4:10 2. Enjoy the Silence (Live) – 6:46 3. Halo (Live) – 4:54 4. Death's Door (Jazz Mix) – 6:38 5. Rush (Spiritual Guidance Mix) – 5:31 6. Rush (Nitrate Mix) – 7:43 7. Rush (Wild Planet Mix – Vocal) – 6:23 8. Condemnation (Paris Mix) – 3:21 CD Sire/Reprise / 9 41058-2 1. Condemnation (Paris Mix) – 3:21 2. Rush (Spiritual Guidance Mix) – 5:31 3. Death's Door (Jazz Mix) – 6:38 4. Rush (Nitrate Mix) – 7:43 5. Enjoy the Silence (Live) – 6:46 6. Halo (Live) – 4:54 7. Condemnation (Live) – 4:10 |

- Les versions Nitrate Mix et Amylnitrate Mix – Instrumental de Rush sont les mêmes.
- Toutes les versions live ont été enregistrées à Milan en 1993.

## Classements
| Pays                                                      | Meilleure position |
| --------------------------------------------------------- | ------------------ |
| Allemagne                                                 | 23                 |
| Australie                                                 | 78                 |
| États-Unis (Billboard Modern Rock Tracks)                 | 23                 |
| États-Unis (Billboard Hot Dance Music/Maxi-Singles Sales) | 36                 |
| France                                                    | 36                 |
| Irlande                                                   | 19                 |
| Royaume-Uni                                               | 9                  |
| Suède                                                     | 3                  |
| Suisse                                                    | 38                 |